# Alain Joule
Alain Joule (Marseille, 1950) is een Franse jazzdrummer, percussionist en componist.

## Biografie
Joule studeerde aan het conservatorium van Marseille en begon zijn  muzikale loopbaan als drummer in orkesten en rhythm-and-blues-groepen. Hij speelde met gitarist Joseph Dejean en leidde het Le Vivant Quartet, dat in 1979 "Ce qu'a vu le Cers“ van Luc Ferrari opnam. Midden jaren 90 werkte hij in een trio van Barre Phillips, met Michel Doneda (album no pieces op Emouvance).
Als componist schiep Joule naast instrumentale werken en muziek voor muziektheater ook voor multimediale projecten (met o.m. dans en schilderkunst) zoals Le Bruit des Temps (insamenwerking met Bernard Noël, Barre Phillips, Bertrand Vivin en Annick Nozati). Voor choreograaf Jean Rochereau schreef hij Histoire d’Elze en Porte-fenêtre, voor danseres en choreografe Geneviève Choukroun Messe bleue en Les portes du vent.

## Composities
- Son sur son pour orchestre soliste, danseurs, architectes et mimes Opvoering door Orchestre Expérimental de Montpellier, 1983
- Le Miroir à Musique voor vijf stemmen en vier instrumenten, 1983
- Ricochet sur la lune, symfonische compositie voor klarinet en orkest, 1983
- Sens contre sens, kamermuziek, 1987
- Cordes à corps pour guitare seule, 1987
- Le deuxième miroir voor drie stemmen en vier instrumenten, 1987
- Le Bruit des Temps, 1990
- Le Chameau d'Ispahan, muzikale enscenering voor saxofoon en drums voor een schilderijententoonstelling, 1992
- Cabaret Celestina voor het Roy Hart Théâtre
- Déméter, kameropera
- Création par correspondance voor vier toneelspelers en vier musici, 1993
- La ville entrechoquée voor geprepareerde piano, drums en scenografie (met Stéphan Oliva en Michel Mathieu), 1995
- Opération Médée, voor koor en luidspreker,  naar Medea van Euripides, 1996
- Le quintalogue, 2000

## Klankinstallaties
- Cubes et pyramides, Béziers 1994
- Chroniques d’oiseaux, Avignon 1995
- La ville entrechoquée, École d’art Avignon en Villa de Noaille Hyères 1996
- Équations poétiques, Marseille 1998
- Maquettes cosmiques, Avignon 1997, Albi en Auckland 1998
- Horloges cosmiques, 1998–2001
- résonances cosmiques / manca, 2001
- res futurae, 2004
- Mémoires minérales, 2006
- Boucliers de vent / prélude, 2006
- Promenade de mémoire, 2006

## Discografie
- Luc Ferrari, Ce qu'a vu le Cers, 1979
- Barre Phillips, Aquarian Rain, 1991
- No pieces, met Michel Doneda en Barre Phillips, 1992
- Le Chameau d’Ispahan met Michel Doneda en Laure Florentin, 1994
- M’uoaz, met Michel Doneda, Tetsu Saitoh en Antonella Talamonti, 1997
- Orchestrations cosmiques, 1999/2000

## Boeken
- Le Chameau d’Ispahan, 1992
- Chroniques d’oiseaux, 1997
- Le mot à mort, ensemble de textes poétiques... 1999–2000

- Bibliothèque nationale de France: cb141914421 (data)
- Gemeinsame Normdatei: 134745736
- International Standard Name Identifier: 0000 0001 0652 900X
- Library of Congress Control Number: nr98001888
- MusicBrainz: 2d5a13f8-da86-4e57-8f36-0f40531ba45d
- Virtual International Authority File: 4840007
- WorldCat: E39PBJt8ppCkQfkPdM7FrGRkDq